# NGC 4500
NGC 4500 is een balkspiraalstelsel in het sterrenbeeld Grote Beer. Het hemelobject werd op 17 april 1789 ontdekt door de Duits-Britse astronoom William Herschel.

## Synoniemen
- UGC 7667
- MCG 10-18-62
- MK 213
- ZWG 293.26
- IRAS 12290+5814
- PGC 41436